# Oxyde d'iridium(VI)
Pour les articles homonymes, voir Oxyde d'iridium.
Cet article concerne IrO3. Pour l'autre trioxyde d'iridium, voir Ir2O3.
L'oxyde d'iridium(VI) ou trioxyde d'iridium est le composé chimique de formule IrO3.